# بوزتو پالیتزولو
بوزتو پالیتزولو (به ایتالیایی: Buseto Palizzolo) یک کومونه در ایتالیا است که در استان تراپانی واقع شده‌است.

## خصوصیات
بوزتو پالیتزولو ۷۲ کیلومترمربع مساحت و ۳٬۱۷۰ نفر جمعیت دارد و ۲۴۹ متر بالاتر از سطح دریا واقع شده‌است.